# Памятный знак Карлу XII в селе Варница

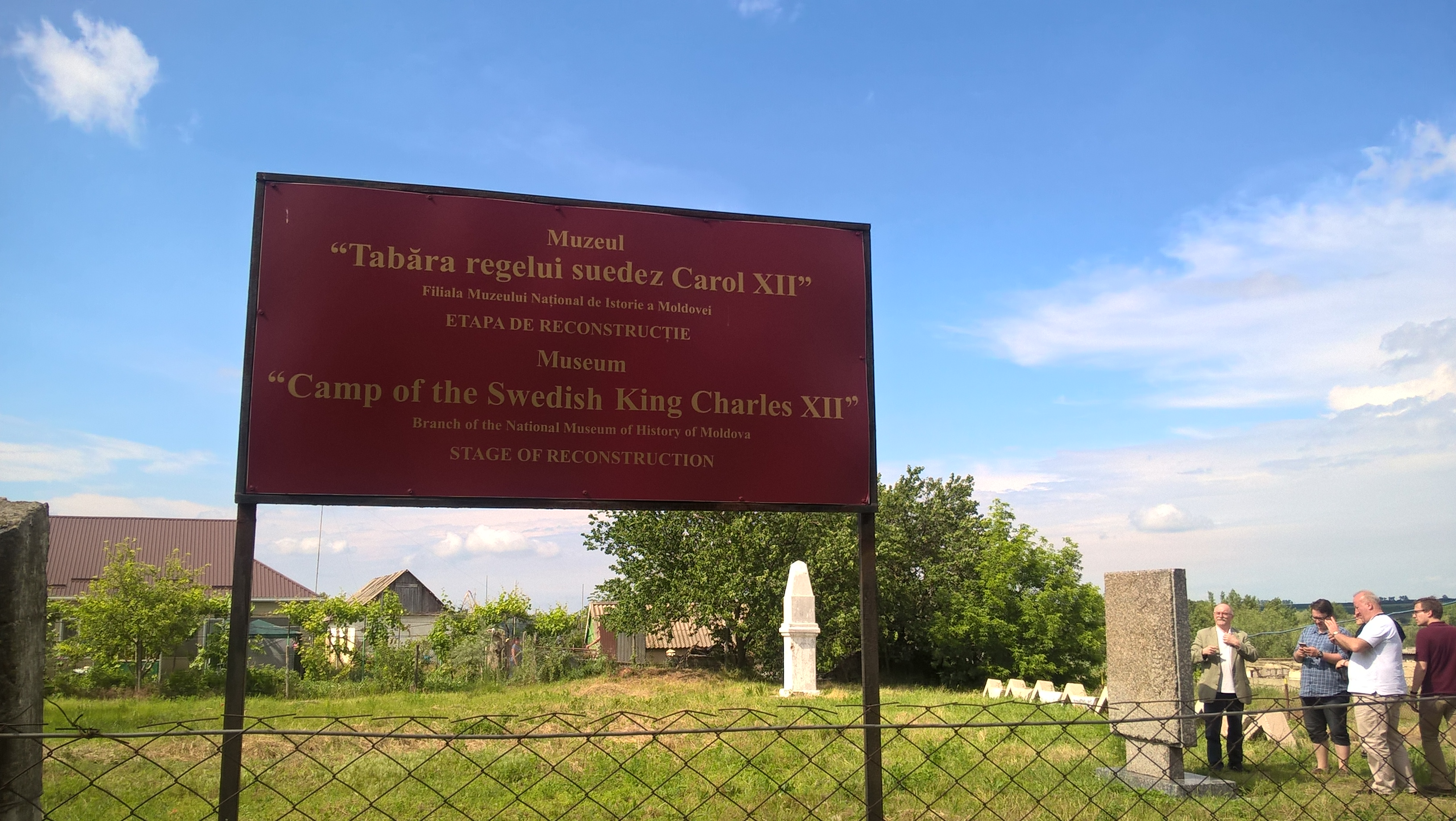
Вид на территорию музея с памятником

Памятный знак Карлу XII — обелиск, установленный в честь шведского короля Карла XII в 1925 году в селе Варница.

## История
В 1709 году  произошла Полтавская битва между войсками Петра I и Карла XII. В ходе сражения шведская армия потерпела поражение. Карл, раненый в ногу ещё накануне самой битвы, бежал на юг в Османскую империю, где он организовал лагерь в Бендерах.
На момент возведения памятника (1925 год), село Варница находилось в составе Королевства Румыния.
Сам памятник представляет собой скромный обелиск строгой пирамидальной формы с надписью «Карл XII» возвышается на территории села Варница.  Автор неизвестен. Памятник не является произведением искусства, его лаконичная надпись напоминает о событиях почти 300-летней давности.